# The Ladder (gruppo musicale)
I The Ladder sono un gruppo hard rock britannico fondato nel 2004. La band doveva essere la formazione riunione degli FM ma poi il progetto fu abbandonato per evitare dispute legali. Il gruppo si dedicò allora a un sound differente, pubblicando ad oggi 2 album studio.

## Formazione

### Formazione attuale
- Steve Overland – voce
- Pete Jupp – batteria
- Bob Skeat – basso
- Gerhard Pichler - chitarra

### Ex componenti
- Vinny Burns – chitarra

## Discografia
- 2004 - Future Miracles
- 2007 - Sacred